# 成周 (正德進士)
成周（1468年—？），字汝從，直隸常州府無錫縣人，民籍，明朝政治人物。

## 生平
弘治十四年（1501年）辛酉科應天鄉試第一百十九名舉人，正德三年（1508年）中式戊辰科會試第二百二名，二甲第八十四名進士。任曹州同知，十四年（1519年）升兗州府通判。官至貴州按察司僉事。

## 家族
曾祖成彥文；祖父成始終，湖廣按察司僉事；父成天章，教諭。母陳氏；繼母鄒氏。嚴侍下。弟成均、成坤、成塤、成壕、成墀。